# Ágios Dimítrios (Réthymnon)
Pour les articles homonymes, voir Ágios Dimítrios (homonymie).
Ágios Dimítrios, en grec moderne : Άγιος Δημήτριος, est un village du dème de Réthymnon, en Crète, en Grèce. Selon le recensement de 2011, la population d'Ágios Dimítrios compte 177 habitants. Le village est situé à une altitude de 110 m et à une distance de 10 km à l'est de Réthymnon.

## Recensements de la population
| Recensements | 1900 | 1928 | 1940 | 1951 | 1961 | 1971 | 1981 | 1991 | 2001 | 2011 |
| ------------ | ---- | ---- | ---- | ---- | ---- | ---- | ---- | ---- | ---- | ---- |
| Population   | 39   | 98   | 103  | 115  | 79   | 65   | 54   | 75   | 116  | 177  |